# Campodorus polaris
Campodorus polaris är en stekelart som beskrevs av Jussila 1996. Campodorus polaris ingår i släktet Campodorus och familjen brokparasitsteklar. Inga underarter finns listade.